# Frontina tricolor
Frontina tricolor là một loài ruồi trong họ Tachinidae.